# Journal of the Geological Society
Le Journal of the Geological Society est une revue scientifique à évaluation par les pairs qui compile des articles ayant trait aux sciences de la Terre.